# Érvelési hiba
Az érvelési hiba egy logikus érvben lévő olyan hiba, amely az előfeltevések (premisszák) igazságától függetlenül hiba. Tehát olyan hibákról van szó, melyek az érvelés szerkezetében vannak, és nem a kiindulási előfeltevésekben. Ha az érvelésben ilyen hiba van, akkor érvénytelennek mondják.
Ha egy érvelés ilyen hibát tartalmaz, ebből még nem következik az, hogy a premisszák hamisak, és az sem, hogy a konklúzió hamis. Ugyanakkor az érvelés mégis érvénytelen, mivel a konklúzió nem következik a premisszákból oly módon, ahogy azt az érvelés állítja. A konklúzió alátámasztására tehát a hibás érv nem alkalmas. Érvelési hiba lehet nem tisztán logikai érvelés is, például olyan valószínűségi érvelés, ami a valószínűségszámítás elveit hibásan használja.
Az érvelési hibák felismerése gyakorlati érvekben nehéz lehet, hiszen sokszor a logikai összefüggéseket elmosó retorikai minták szerint vannak szerkesztve. Különösen megnehezítheti a felismerést a többféle, egymást látszólag alátámasztó érvelési hiba párhuzamos használata. Néhány érvelési hiba szándékos: manipuláció, meggyőzés vagy félrevezetés céljából történik, más esetekben akár figyelmetlenség miatt is történhet.
A következő példák azt is mutatják, hogy az érvelési hibák az érvelő érzelmi, pszichés vagy intellektuális gyengeségére is fényt deríthetnek. A logikai hibák ismerete és felismerése alkalmas lehet az ilyen esetek számának csökkentésére.
Az érveléselmélet az érvelési hibák megértésében és kategorizálásában segít (van Eemeren, Grootendorst). Ebben a megközelítésben az érvelést egy interaktív protokollnak tekintik, ami vitatott vélemények különbségének feloldását célozza meg. A protokollt bizonyos előírások szabályozzák, megsértésük pedig hibát jelent. Az alábbi lista sok hibája ilyen értelemben érthető meg.

## Csoportosítási rendszerek
A variációk és a használat miatt nehéz besorolni ezen tévedéseket, mégis kategorizálják őket szerkezetük vagy tartalmuk szerint. Ez a fent leírt tartalmi vagy formai szempontok alapján történik. A tartalmi hibákat általában az informális tévedésekhez sorolják, míg a formai érvelési hibák formális vagy a nem formális csoportba is besorolhatóak.

### Görög logika
Arisztotelész volt az első, aki listázta a logikai hibákat, hogy könnyebben rá tudjon cáfolni ellenfele tézisére. Egyik könyvében azonosít 12 érvelési hibát. Két nagy csoportba osztotta őket: nyelvi és nem nyelvi hibákra. Ezek a tartalmi és formai érvelési hibák. A tartalmi hiba az, amikor az elhangzott beszéddel van probléma, a formainál az előadásmóddal, a gondolatmenettel van gond. A formai hibák azok, amikor a következtetés helytelen vagy kétértelmű szavakat tartalmazhat.

### Indiai logika
Bő gyűjteménye logikai és érvelési olvasmányoknak a Nyāya Sūtras. Krisztus előtt 6. és Krisztus utáni 2. század közé becslik a gyűjtést, majd a megjelentetését. Vaszubandhu nagyban hozzájárult a buddhista logika kidolgozásához, amelyről úgy tartják, hogy az indiai logiko-episztemológiai hagyomány formális logikájának alapja volt. Vaszubandhut különösen érdekelte a formális logika (matematikai logika), hogy pontosabban tudjon hozzájárulni a dialektikus vitathatatlansághoz és a vitához.

### Whately csoportosítása
Richard Whately angol tudós és teológus a tévedést tágan definiálja: „bármilyen érv vagy látszólagos érv döntő lehet egy vitában, miközben a valóságban nem az". Whately is két csoportra osztotta az érvelési hibákat: logikai és tartalmi tévedésre. A logikai érvelési hiba logikátlan hibák sorozata, mert a következtetés nem épül a felvetésre. Később a logikai csoportot is kettéosztotta teljesen és félig logikus csoportra. Utóbbi tartalmazza Arisztotelész bonyolult filozófiai kitételes rejtvényeit, kivéve ezeket: ignoratio elenchi, petitio principii, non non causa pro causa, ezek a formaihoz tartoznak.

### Pragmadialektika felosztása
A pragmadialektika alább felsorolt tíz szabályához különféle érvelési hibák tartoznak, melyeket mindkét fél elkövethet a kritikus vitában. 
1. Szabadság szabály
  1. Ad baculum
  2. Ad misericordiam
  3. Ad hominem (Gyalázkodó, Genetikus, Tu quoque)
2. Bizonyítás kötelezősége szabály
  1. Bizonyítás kényszerének áthárítása
  2. Ad verecundiam: (rossz) tekintélyérvelés
  3. Ad ignorantiam: nemtudásra apellálás
3. Álláspont szabály
  1. Szalmabáb
  2. Árnyékbokszolás
4. Relevancia szabály
  1. Ignoratio elenchi
  2. Ad populum
  3. Érzelmekre apellálás (ad baculum, ad misericordiam)
5. Implicit premissza szabály
  1. Ki nem mondott premissza tagadása
6. Kiindulópont szabály
  1. Túl sokat állító kérdés
  2. Petitio principii: körben forgó érvelés
7. Érvelésséma szabály
8. Érvényesség szabály
  1. Ad consequentiam
  2. Csúszka érv (Oksági, Mennyiségi)
  3. Hibás analógia
  4. Oksági hibák (Mill)
9. Lezárás szabály
  1. Hamis dilemma
10. Jelhasználat szabály

## Fajtái
Feloszthatóak formai és tartalmi érvelési hibákká. A formai tévedés érvénytelen, nem létező logikai következtetés levonása, ami érvénytelenné teszi a vitát, míg a tartalmi érvelési hiba létrehoz más hibákat (mint pl. a szabálytalan logikai mód). Viták, amelyek tartalmaznak informális hibákat, formailag lehetnek megalapozottak, de ugyanúgy félrevihetik a vita fonalát. 

### Formai (szintaktikus) hibák
A legszigorúbb értelemben az érvelési hiba egy nem érvényes (nem létező) logikai következtetés alkalmazása. A formális tévedés, a deduktív tévedés, a logikai tévedés vagy a non sequitur (latinul „nem következik") hiba a deduktív vita szerkezetében, amely érvénytelenné teszi az érvelést. A hiba jól kifejezhető szabványos logikai rendszerben. Az ilyen érvelést mindig hibásnak tekintik. A formális tévedés jelenléte nem utal semmire az érvelés premisszáiról vagy következtetéseiről. Mindkettő igaz lehet, vagy akár valószínűbb is lehet az érvelés eredményeként; de a deduktív érvelés továbbra is érvénytelen, mert a következtetés nem a leírt módon következik a premisszákból.
Egy vita tartalmazhat formális érvelési hibákat akkor is ha a vita nem deduktív például egy induktív vita ami helytelenül alkalmazza a valószínűség vagy az okság elvét vezethet ahhoz hogy formális érvelései hibát ejtsünk Mivel a deduktív viták formális tulajdonságoktól függenek, az induktív viták pedig nem, a formális tévedések csak a deduktív vitákra vonatkoznak.
Az olyan logikai formák, mint az „A és B”, függetlenek az értelmes kijelentések bármely konkrét kapcsolódásától. Egyedül a logikai forma garantálhatja, hogy igaz feltevéseket igaz következtetésekkel kell alátámasztani. A formális logika azonban nem ad ilyen garanciát arra az esetre, ha bármely előfeltevés hamis; tehát a következtetés igaz vagy hamis is lehet. Minden formai hiba vagy logikai tévedés hasonlóan érvényteleníti a pontos következtetést. Mind az érvnek, mind annak minden feltevésének igaznak kell lennie ahhoz, hogy egy állítás igaz legyen.
A non sequitur kifejezés egy általános formai tévedést jelöl, gyakran azt jelenti, amely nem tartozik a formális tévedések egyik megnevezett alosztályába sem, mint például a következmény megerősítése.

#### Egyszerű példák
- Bizonyos gombák mérgezőek.
- Bizonyos gombák ehetőek.

- Tehát bizonyos gombák mérgezőek is és nem is.

Ez a következtetés hibás, mivel nincs ilyen érvényes logikai következtetési séma. Figyeljük meg, hogy bár az érvelés hibás, valóban léteznek olyan kivételes gombák, amelyek mérgezőek is, meg nem is, a körülményektől függően. Az érvelés hibás, holott a konklúziót magát más oldalról lehetne védeni.
Nincs tehát olyan következtetési séma, hogy:
- Néhány x-re igaz, hogy P(x)
- Néhány y-ra igaz, hogy Q(y)

- Tehát néhány z-re igaz, hogy P(z) és Q(z).

Logikai szaknyelven: a „létezik” („néhány”)  kvantor és az „és” operátor nem cserélhető fel.
A fenti következtetés hibás voltának illusztrálására az ún. Venn-diagramok nagyon alkalmasak. Logikai szaknyelven a következtetés nem érvényes, mivel legalább egy esetben nem őrzi meg az igazságot.
Nem minden ilyen logikai hibát ilyen egyszerű felismerni.

#### Ökológiai tévedés
Ökológiai tévedésről van szó, ha az adatokból azon a feltevésen alapuló következtetést vonunk le, hogy a csoportoknál megfigyelt tulajdonságok szükségszerűen érvényesek az egyénekre; Például, „ha azokban az országokban, ahol több protestáns van, általában magasabb az öngyilkosságok száma, akkor a protestánsok nagyobb valószínűséggel követnek el öngyilkosságot”.

#### Fallacy fork
Maarten Boudry és mások azzal érveltek, hogy formális, deduktív tévedések ritkán fordulnak elő a valós életben, és hogy a formálisan deduktív értelemben téves érvek nem feltétlenül igazak, ha figyelembe vesszük a kontextust és a korábbi valószínűségeket, így a az érv megdönthető és/vagy induktív. Boudry megalkotta a „falacy fork” kifejezés. Egy adott tévedést vagy egy ritkán alkalmazott deduktív érvelési sémával kell jellemezni (a villa első ága), vagy lazítani kell a definíciókon és árnyalatokat kell hozzáadni az érvelés tényleges szándékának és kontextusának figyelembevételéhez ( a villa másik ága). A post hoc ergo propter hoc tévedés: azzal érvelni, hogy egy gomba elfogyasztása után hányinger érzet jelentkezett, mert a gomba mérgező volt, hacsak nem induktívan és valószínűsítve érvelünk. (Ha gomba okozta a betegséget, az azért lehetséges, mert egyes gombák mérgezőek, ehetőként azonosítanak mérgező fajtát, általában senki sem émelyeg bevizsgált gombától stb.)
A formális tévedésekkel ellentétben az informális tévedés oka nem az érvelés logikai formájának hibája, hanem egy érvelési hiba. Az informális tévedést tartalmazó deduktív érv formálisan érvényes lehet, de racionálisan továbbra sem meggyőző. Mindazonáltal az informális tévedések mind a deduktív, mind a nem deduktív érvekre vonatkoznak.
Bár az érvelés formája releváns lehet, az ilyen típusú tévedések „olyan fajta érvelési hibák, amelyek az érvelést alkotó tételek tartalmának helytelen kezeléséből fakadnak”.

### Tartalmi (szemantikus) hibák
Az érvelési hibák e fajtájában az alkalmazott következtetési forma esetleg formailag megfelelő, de a felhasznált szavak jelentése, vagy nem releváns volta miatt a következtetés mégsem érvényes. Egyik példája a homonímiával való visszaélés, az ekvivokáció:
- I. hipotézis: Isten mint fogalom jelen van az emberek elméjében.
- II. hipotézis: Az emberek elméjében lévő fogalmak léteznek.

- Ennélfogva Isten létezik.

Ez egy tipikus érvelési hiba, és nem azért, mert a második premissza vitatható igazságú (ettől még maga az érvelés mint feltételes állítás érvényes lenne), hanem mert összekeveri az egyén által az Istenről alkotott fogalmat magával az Istennel, azaz a fogalom referenciájával.

### Egyéb kategóriák
A hibáknak egyéb, a fentiekkel átfedő, és nem minden esetben egzakt kategóriái is léteznek, például érzelemre hivatkozás, relevancia hiánya, ok-okozati hibák, általánosítási hibák.

## Példák érvelési hibákra
- argumentum ad logicam (logikai hibára hivatkozás)
- argumentum ad hominem (személyeskedés) Ezen belül:
  - ad personam (hiteltelenítés)
  - ad hominem circumstantiae (személyes körülményre hivatkozás)
  - ad hominem tu quoque („te is” érv)
- argumentum ad ignorantiam (ellenpélda hiányára hivatkozás)
- argumentum ad nauseam (sulykolás)
- argumentum ad verecundiam (tekintélyre hivatkozás)
- ignoratio elenchi (irreleváns érv)
- argumentum ad misericordiam (szánalomra apellálás)
- argumentum ad populum (közvéleményre hivatkozás)
- argumentum ad temperantiam (mérsékletre hivatkozás, „arany középút”)
- hamis dilemma
- náci kártya (reductio ad Hitlerum)
- Nirvána-érv
- vágyvezérelt gondolkodás
- secundum quid (elsietett általánosítás)
- szalmabábérvelés
- árnyékbokszolás
- szerencsejátékosok tévedése
- sugallat
- téves analógia
- ekvivokáció
- ok-okozati hibák
  - petitio principii (körkörös érvelés)
  - cum hoc [ergo propter hoc] (összefüggés és ok-okozat összekeverése)
  - post hoc [ergo propter hoc] (egymásutániság és ok-okozat összekeverése)
  - argumentum ad consequentiam (következményekre hivatkozás)
    - speciális esete: argumentum ad baculum (erőre hivatkozás)

  - csúszós lejtő

## Hibás általánosítás
Induktív érvelési hibáról csak azután beszélhetünk, hogy megfogalmaztuk, mit is nevezünk induktív érvelésnek.
Induktív érvelés esetén igaz, hogy nincs szükségszerűség a premisszák és a konklúzió között, csupán valószínűsíthetünk. 
Ezért is mondhatjuk azt, hogy az induktív érvek értelmezésének előfeltétele, hogy rendelkezzünk a megfelelő háttértudással. Ez a háttértudás határozza meg például, hogy egy érvet mennyire értékelünk erősnek.
Mivel nincs szükségszerű kapcsolat a premisszák és a konklúzió között, így az induktív érvelés esetében általánosítást alkalmazhatunk. Probléma az általánosítással akkor van, ha túláltalánosítás történik.

## Fordítás
- Ez a szócikk részben vagy egészben  a   Fallacy#Systems_of_classification című angol Wikipédia-szócikk ezen változatának fordításán alapul.  Az eredeti cikk szerkesztőit annak laptörténete sorolja fel. Ez a jelzés csupán a megfogalmazás eredetét és a szerzői jogokat jelzi, nem szolgál a cikkben szereplő információk forrásmegjelöléseként.